# Bockwen-Polenz

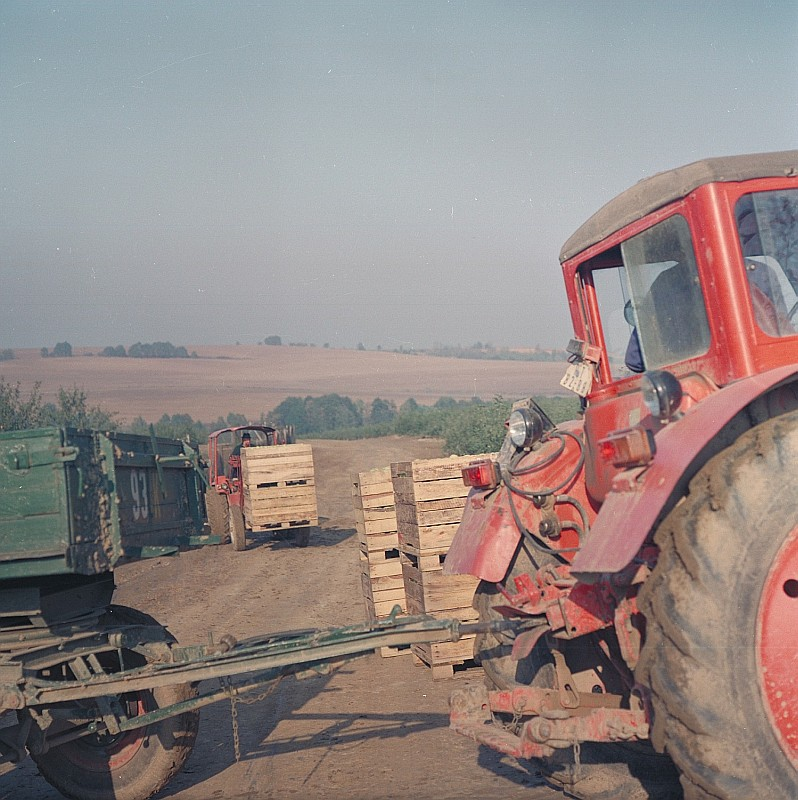
Meißner Hochland in Bockwen-Polenz zur Zeit der Apfelernte (1977)

Bockwen-Polenz war eine Gemeinde im Landkreis Meißen, Sachsen, und gehört heute zu Klipphausen.
Die ehemalige Gemeinde Bockwen-Polenz liegt direkt südlich von Meißen oberhalb von dessen Stadtteil Triebischtal im Meißner Hochland. Nachbargemeinden waren Scharfenberg im Osten, Taubenheim und kurzzeitig bis zu dessen Eingemeindung nach Taubenheim auch Sönitz im Süden sowie Garsebach im Westen.
Am 1. Januar 1973 schlossen sich Bockwen und Polenz zu der neuen Gemeinde zusammen. Zur Gemeinde gehört auch der Ortsteil Spittewitz, der durch Umgliederung bereits seit dem 1. Juli 1950 zu Bockwen gehörte. Im Jahr 1990 hatte Bockwen-Polenz 512 Einwohner. Die Gemeinde war in der Zeit der DDR Teil des Kreises Meißen und damit des Bezirks Dresden. Eine wichtige Rolle spielte der Obstanbau.
Durch Eingemeindung wurde Bockwen-Polenz am 1. März 1993 zu einem Bestandteil der Gemeinde Scharfenberg, die seit dem 1. Januar 1999 als Ortschaft zur Gemeinde Klipphausen gehört.